# Limnephilus flavicornis

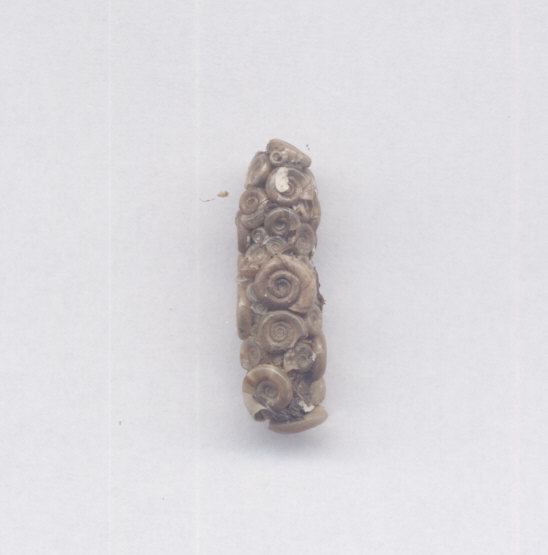
Domek larwalny, zbudowany z muszli mięczaków

Limnephilus flavicornis (polska nazwa bagiennik żółtorogi) – owad z rzędu chruścików (Insecta: Trichoptera), z rodziny Limnephilidae, jeden z najpospolitszych gatunków. Larwy osiągają wielkość ok. 2,5 cm, żyją w litoralu jezior, drobnych zbiornikach, bagnach. Domki larw zbudowane są z detrytusu, fragmentów roślin oraz bardzo często z muszli ślimaków wodnych – czasem wbudowywane są żywe mięczaki.
Limnefil, preferuje w jeziorach strefę helofitów oraz dno z grubym detrytusem, spotykany we wszystkich typach jezior. Gatunek eurosyberyjski, nie występuje w Hiszpanii i Islandii. Podawany z Kaukazu, larwy występują we wszystkich typach wód śródlądowych oraz wodach słonawych. Notowany z całej Polski (Tomaszewski 1965).
Na Pojezierzu Pomorskim larwy są często spotykane w jeziorach lobeliowych oraz jeziorach eutroficznych Niziny Szczecińskiej, w szuwarach, oczeretach, napływkach, na gałęziach, dnie piaszczystym, sporadycznie w izoetidach i elodeidach. Larwy i imagines często łowione w jeziorach Pojezierza Mazurskiego, w jeziorach mezotroficznych, eutroficznych, śródleśnych i zanikających, torfowiskowych, najliczniej wśród trzcin i roślinności szuwarowej, także na gałęziach i kłodach, czasami wśród osoki w litoralu zanikającym. W niektórych jeziorach występował w kasie eudominantów (np. w jez. Skanda). W Dolinie Biebrzy łowiony w ciekach, torfiankach i śródleśnych drobnych zbiornikach, rzadziej w starorzeczach, w Dolinie Narwi w kilku starorzeczach. Na Poj. Łęczyńsko-Włodawskim, nieliczne larwy spotykane były wśród trzcin. Obecny także w jeziorach Wielkopolski.
W Skandynawii pospolity we wszystkich rodzajach wód stojących, w tym w jeziorach, także w zalewach morskich. W Karelii larwy L. flavicornis poławiano wśród turzyc na dnie z detrytusem. Imagines poławiane nad jeziorami Estonii, Karelii, Łotwy i Litwy, najczęściej nad eutroficznymi i ultraeutroficznymi jeziorami, rzadziej nad mezotroficznymi i oligo-dystroficznymi. Wykazywany także z jezior niemieckich oraz zbiorników Holandii, obecny wśród osoki w glonach nitkowatych, stwierdzony w zbiornikach o pH 3,9 – 9,4.